# Contea di Smyth
La contea di Smyth (in inglese Smyth County) è una contea dello Stato della Virginia, negli Stati Uniti. La popolazione al censimento del 2000 era di 33 081 abitanti. Il capoluogo di contea è Marion.